# مغيمييمة (تيسينت)
مغيمييمة هي إحدى مشيخات المملكة المغربية، تتبع جغرافيا لإقليم طاطا وإداريًا لتيسينت. يقدر عدد سكانها بـ 677 نسمة حسب الإحصاء الرسمي للسكان والسكنى لسنة 2004.